# 李宝平
李宝平（1965年12月－），山西省临县人。汉族。中共党员。
1989年7月起在吕梁市贺昌中学参加工作。曾任吕梁市贺昌中学政教处主任，吕梁市实验中学副校长。吕梁学院汾阳师范分校党委书记。
2017年7月起任吕梁市贺昌中学校长。